# Ngodi Lom
Ngodi Lom est un village de la région du Centre du Cameroun, situé dans la commune de Dibang. 

## Population et développement
En 1962, la population de Ngodi Lom était de 328 habitants. La population de Ngodi Lom était de 248 habitants dont 121 hommes et 127 femmes, lors du recensement de 2005.     